# Expedia
Expedia är en global reseförsäljare online med lokalavdelningar i mer än 70 länder. Verksamheten erbjuder både nöjesresor och affärsresor och vidareförmedlar bokningar hos några av världens ledande flygbolag och hotellkedjor genom sitt sociala nätverk.

## Historia
Å 1996 blev en mindre avdelning av Microsoft satta att lansera en resebokningstjänst med namnet Expedia.com. Med lanseringen fick hemsidans användare ett nytt sätt att undersöka och jämföra olika reseerbjudanden att boka resor. Expedia, Inc. har sedan utvecklat sig till en global resetjänst. Firman har mer än 18000 anställda i mer än 30 länder.